# Arnstadt-Formation

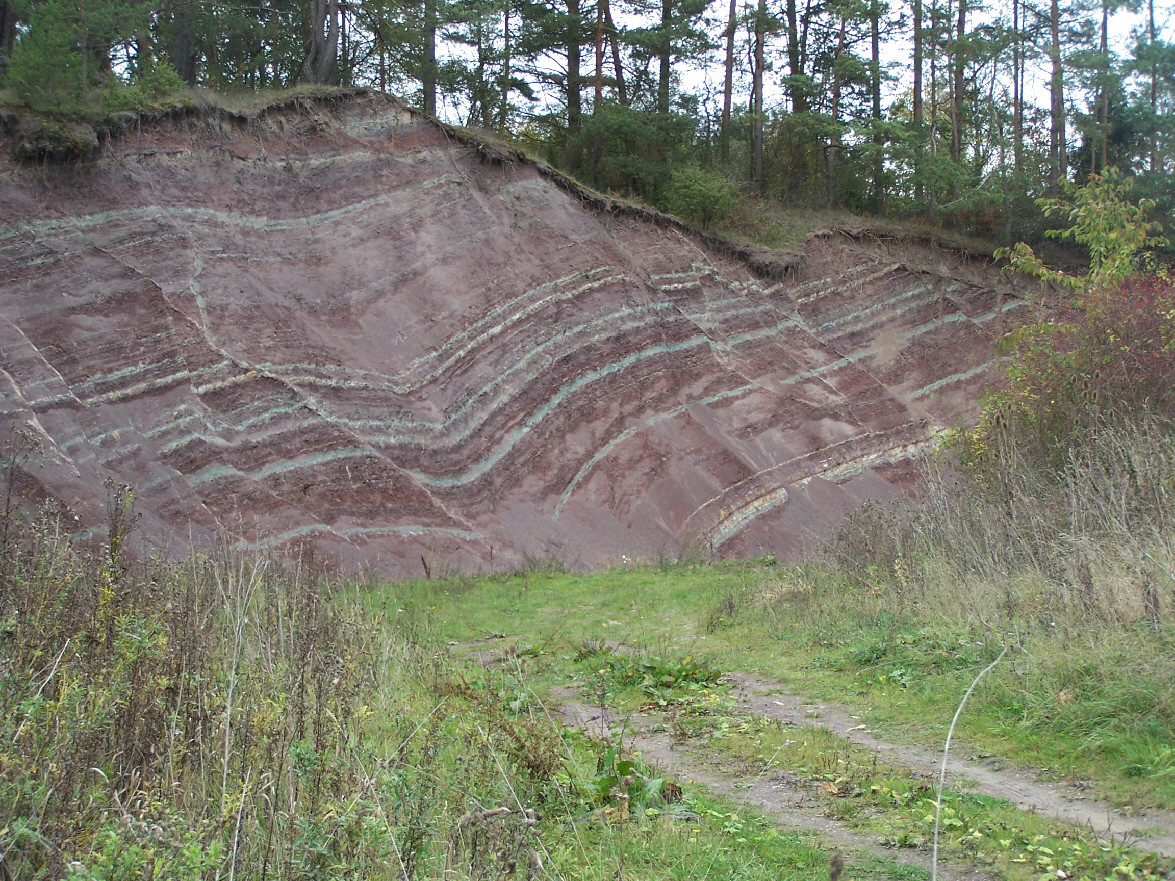
Steinmergelkeuper bei Krauthausen

Die Arnstadt-Formation (auch Steinmergelkeuper) ist eine lithostratigraphische Formation des Keupers in der Germanischen Trias. Die lithostratigraphische Einheit Arnstadt-Formation wird von der Weser-Formation unterlagert und von der Exter-Formation des Oberen Keuper überlagert.

## Definition
Die Untergrenze der Arnstadt-Formation ist in Norddeutschland die Obergrenze des sog. Heldburg-Gipsmergels. Die Obergrenze ist die Unterkante der „Rhätsandsteine“. Die Mächtigkeit beträgt durchschnittlich etwa 100 bis 150 m, in Grabenzonen werden auch über 400 m erreicht. In Schwellenregionen variiert die Mächtigkeit von 40 m bis 60 m. Sie verzahnt sich zu den östlichen Beckenrändern hin mit Löwenstein-Formation und Trossingen-Formation. Die Arnstadt-Formation wird überwiegend aus bunten Tonsteinen, in die einzelne dolomitische Steinmergelsteine und Kalksteine sowie Sulfatknollen eingeschaltet sind. In diesen Serien sind immer wieder Bodenhorizonte mit Kalk- und Kieselkrusten eingelagert. Die Arnstadt-Formation wird biostratigraphisch in das Mittlere bis Höhere Norium datiert. Der obere Teil ist vermutlich durch eine Schichtlücke vom unteren Teil getrennt und dürfte bereits ins Untere Rhaetium zu datieren sein. Dieser Teil der Formation wird z. T. bereits von der Exter-Formation ersetzt. In Süddeutschland verzahnt sie sich mit der Trossingen-Formation. In der STD2002 wird der Unteren Arnstadt-Formation eine Zeitdauer von 2,5 Millionen Jahren (Zeitraum 214 bis 211,5 mya) zugemessen. Zwischen Arnstadt- und liegender Weser-Formation ist damit ein Zeitraum von 7 Millionen Jahren nicht durch Sedimente dokumentiert. Zwischen Unterer und Oberer Arnstadt-Formation ist eine weitere Schichtlücke von 211,5 bis 207 Millionen Jahren ausgebildet. Die Obere Arnstadt-Formation umfasst etwa 1 Million Jahre. Die Typlokalität der Arnstadt-Formation liegt bei Arnstadt in Thüringen. Typregion ist das Drei-Gleichen-Gebiet bei Arnstadt.

## Gliederung
Die Arnstadt-Formation wird in vier Subformationen untergliedert (von oben nach unten):
- Kielsberg-Subformation
- Schwalenberg-Subformation
- Valdorf-Subformation
- Egge-Subformation

In der Arnstadt-Formation sind sieben Kleinzyklen entwickelt.

## Ablagerungsraum
Die Arnstadt-Formation wurde in einem weiten Becken abgelagert, das immer wieder sporadisch überflutet wurde. In den Restseen kam es zur Ablagerung von Sulfaten und Kalken. Zahlreiche Bodenhorizonte mit Kalk- und Kieselkrusten deuten lokal auf längere Phasen hin, in denen das Gebiet trocken lag.

## Fossilien
Die Arnstadt-Formation hat nur in wenigen Abschnitten Fossilien geliefert; Muscheln (Bivalvia), Schnecken (Gastropoda), Muschelkrebse (Ostracoda) und Muschelschaler (Conchostraca).